# GST (기업)
GST 혹은 글로벌스탠다드테크놀로지(Global Standard Technology Co. Ltd.)는 대한민국의 반도체 유해가스 정화장치 제조기업이다.  본사는 경기도 화성시 동탄면 동탄산단6길 15-13에 위치해 있으며 대표이사는 김덕준이다. 외국인지분율은 7.75%이다. 로봇기업인 로보케어의 지분을 보유하고 있다.

## 배당
2024년 45억원(주당 500원)의 배당을 실시하였다.

## 상장
2006년 주관사를 우리투자증권으로 공모가 5,800원(희망 공모가 밴드 5,000~6,000원)에 상장하였다.

## 같이 보기
- 유니셈
- 로보케어

## 참고문헌
1. ↑  나수지, 김덕준 GST 대표 "반도체 스크러버 첫 국산화…해외 고객 다변화로 시장 1위 하겠다", 한국경제, 2019년 12월 16일
2. ↑  박성순, 한국IR협의회 기업리서치센터 기술분석보고서-GST, 2023년 5월 18일[깨진 링크(과거 내용 찾기)]
3. ↑  구유나, GST, 로보케어 지분 39.4% 취득, 머니투데이, 2015년 12월 8일
4. ↑  GST, 주당 500원 결산 현금배당 결정, 이데일리, 2024년 2월 13일